# مصطفى أو الشريف
مصطفى أُو الشّريف (مواليد 30 نوفمبر 1973 في إلماتن بالمغرب) لاعب كرة قدم مغربي دولي لعب كلاعب ليبيرو، قبل أن يصبح مدربا.
يعتبر من أفضل المدافعين في البطولة المغربية لجيله وقائد الجيل الذهبي لفريق حسنية أكادير، وهو الأخ الأكبر للاعب الوسط السابق حسن أو الشريف.

## سيرته

### اللاعب
لعب مُصطفى أو الشريف 15 موسماً لصالح حسنية أكادير.
وفاز بالبطولة المغربية خلال موسمي 2001-2002 و2002-2003 مع هذا الفريق.
مصطفى أو الشريف هو اللاعب الأكثر مُشاركة في تاريخ الحسنية، حيث خاض 385 مباراة مع النادي.
تمّ استدعاء مُصطفى للعب المنتخب المغربي يوم 14 نوفمبر 2001، في مباراة ودية ضد زامبيا (فوز 1-0).

### التدريب
عُين مساعد المدرب مصطفى أو الشريف مدربا لِحسنية أكادير في يناير 2020، خلفًا محمد فاخر.

## الإنجازات
حسنية أكادير
- البطولة الوطنية المغربية (2) :
  - البطل: 2001–02، 2002–03

- كأس العرش:
  - الوصيف: 2005-06